# Acrocercops chrysargyra
Acrocercops chrysargyra är en fjärilsart som beskrevs av Edward Meyrick 1908. Acrocercops chrysargyra ingår i släktet Acrocercops och familjen styltmalar. Inga underarter finns listade i Catalogue of Life.